# Angka
Angka Raven & Schwendinger, 1995 è un genere di ragni appartenente alla famiglia Microstigmatidae.

## Distribuzione
L'unica specie oggi nota di questo genere è stata rinvenuta nella Thailandia.

## Tassonomia
Dal 1995 non vengono rinvenuti esemplari di questo genere.
Attualmente, a giugno 2012, si compone di 1 specie:
- Angka hexops Raven & Schwendinger, 1995[2] — Thailandia